# Karjamaa, Tallinn
Karjamaa (betyder 'Betesmark' på estniska) är en stadsdel i distriktet Põhja-Tallinn i Estlands huvudstad Tallinn.

## Bildgalleri

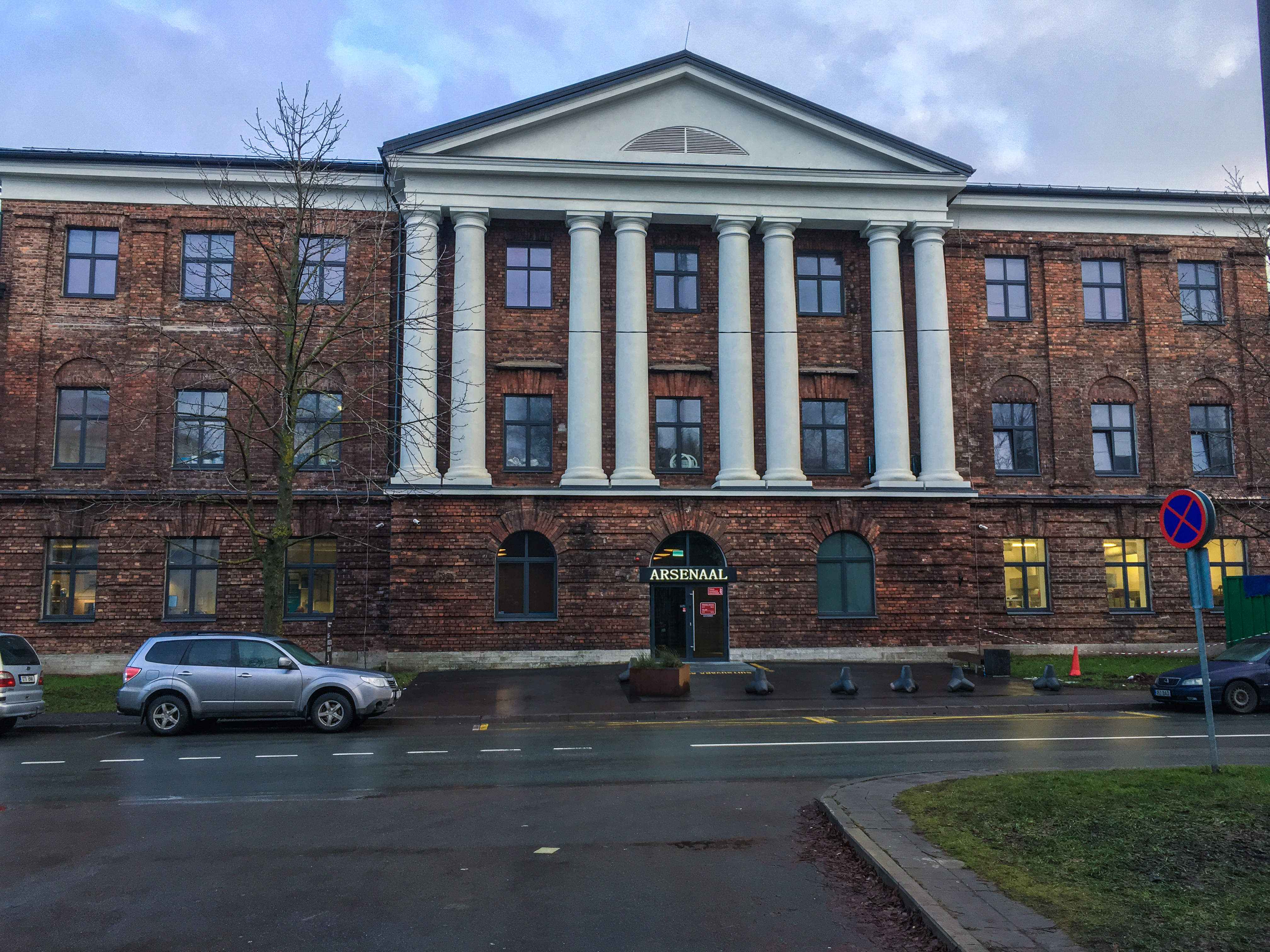
Arsenalscentrum vid Erikagatan
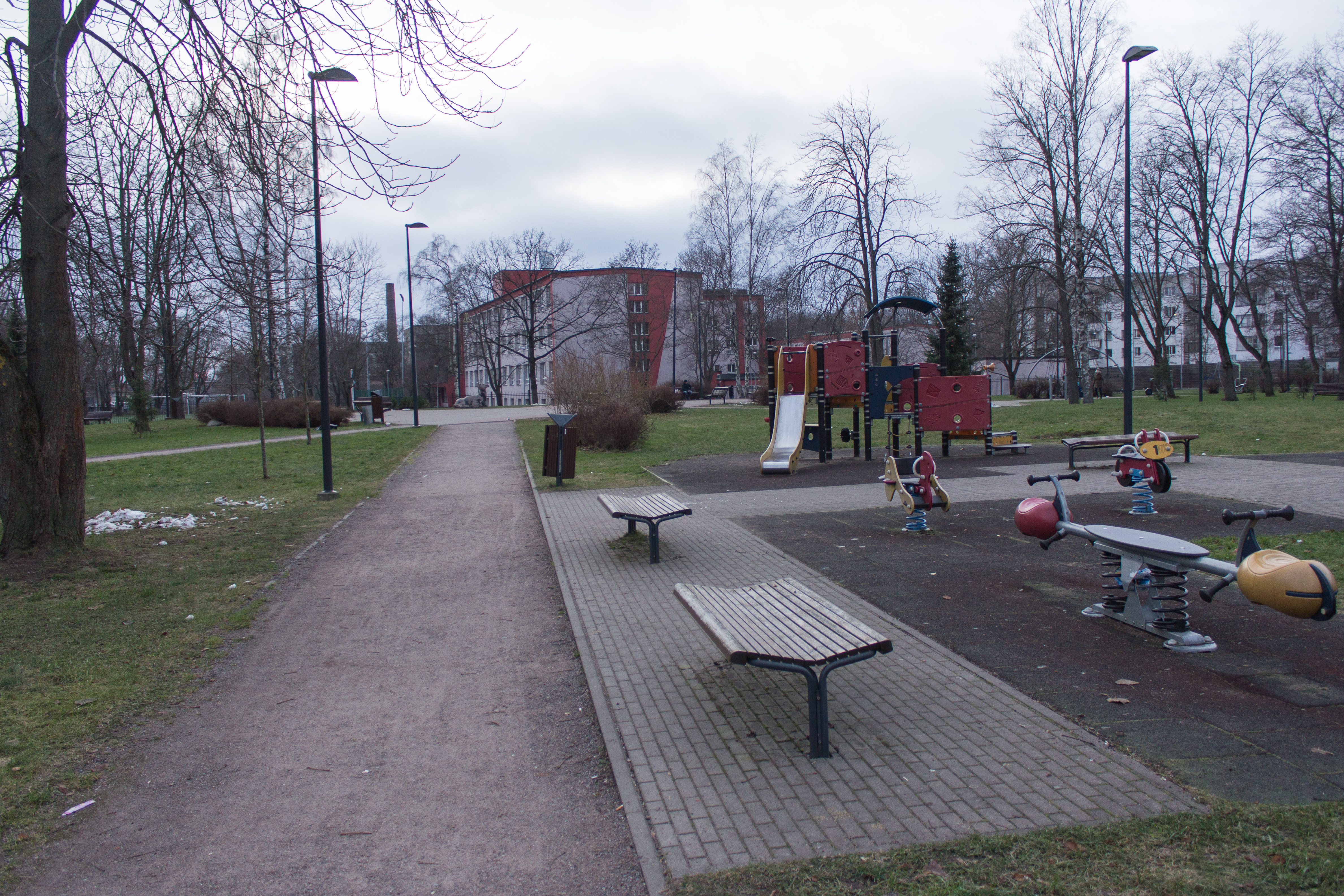
Karjamaaparken
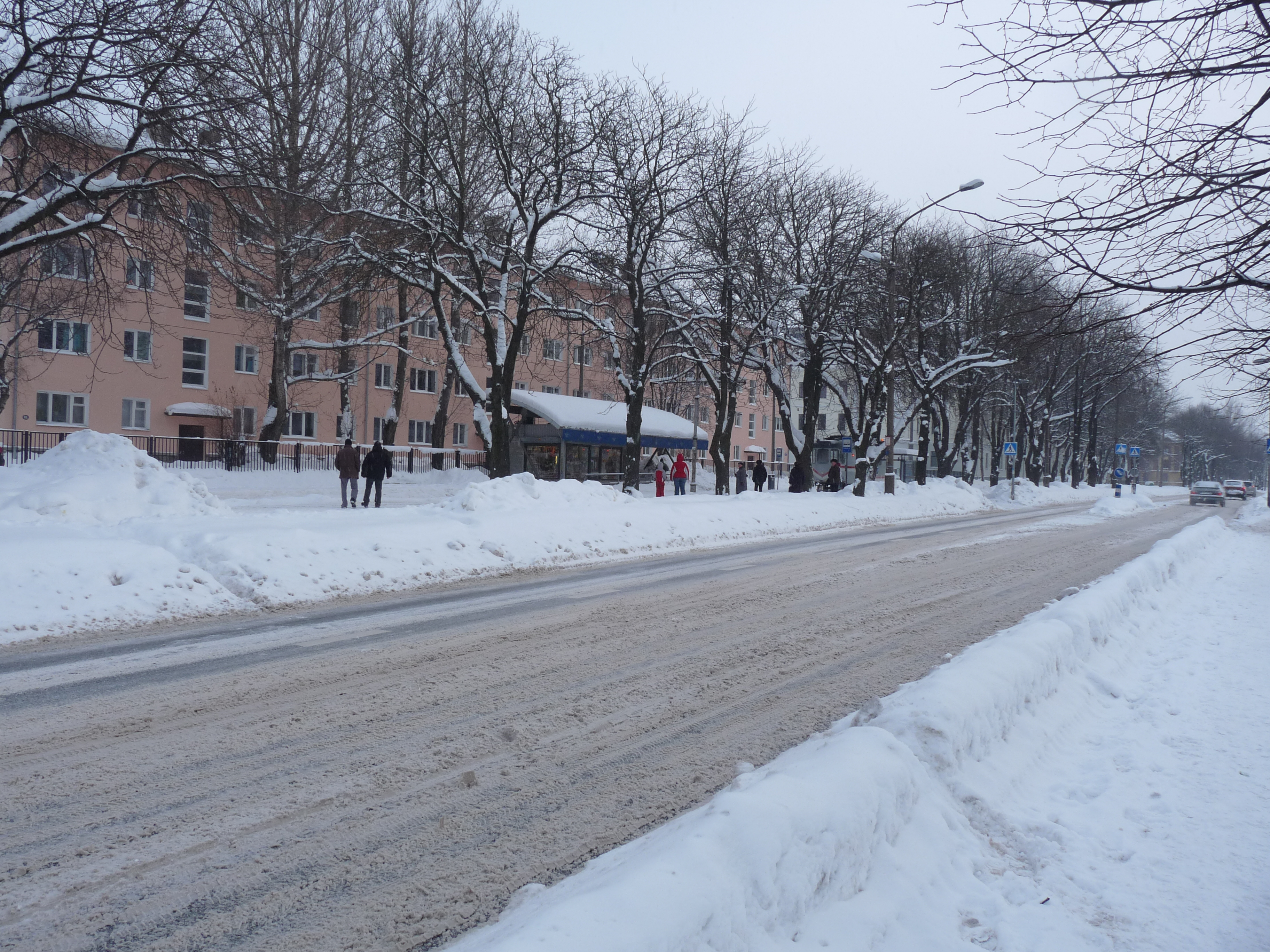
"Angerja" spårvagnshållplats på Kopligatan
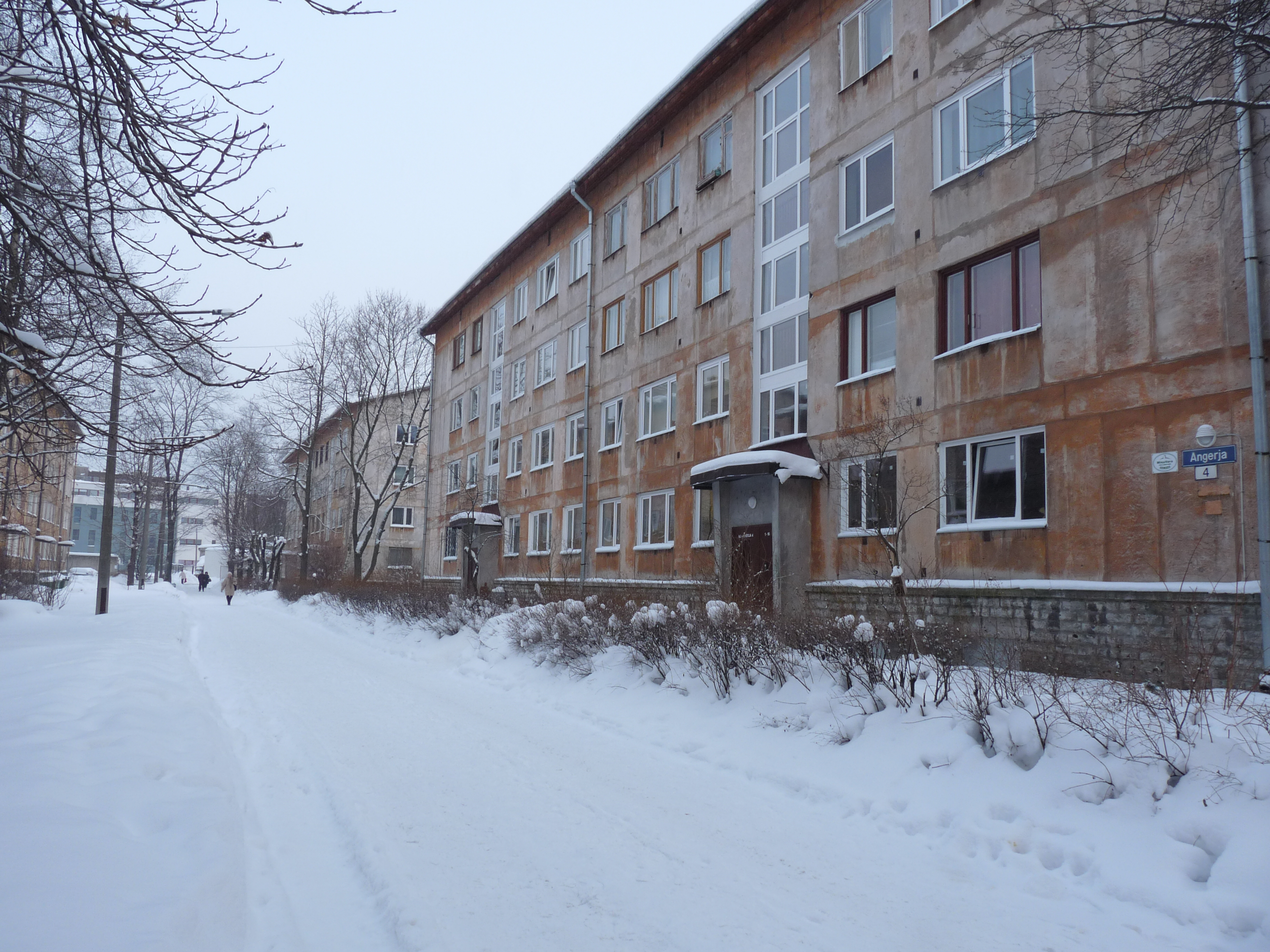
Angerjagatan
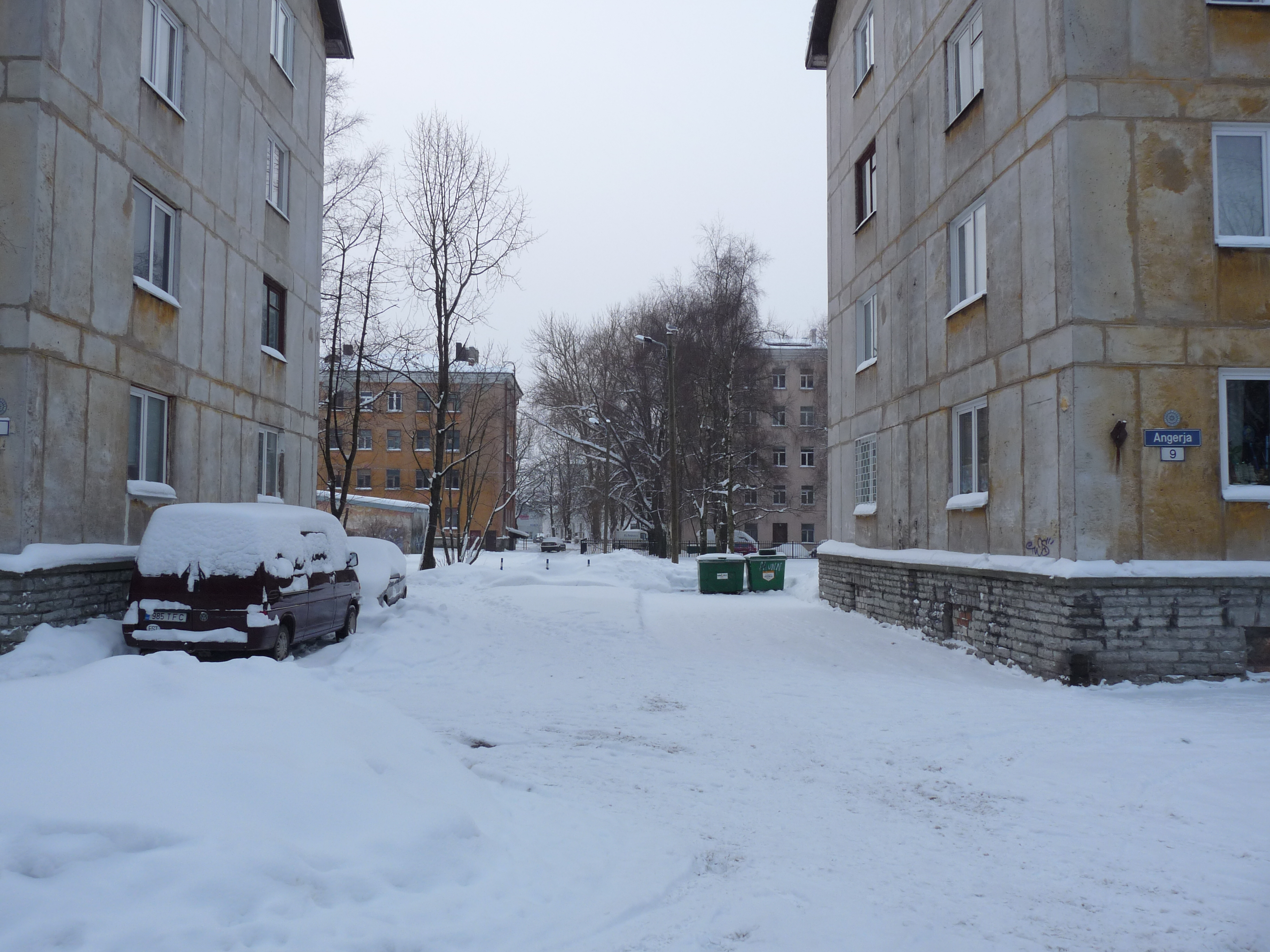
Bostadshus
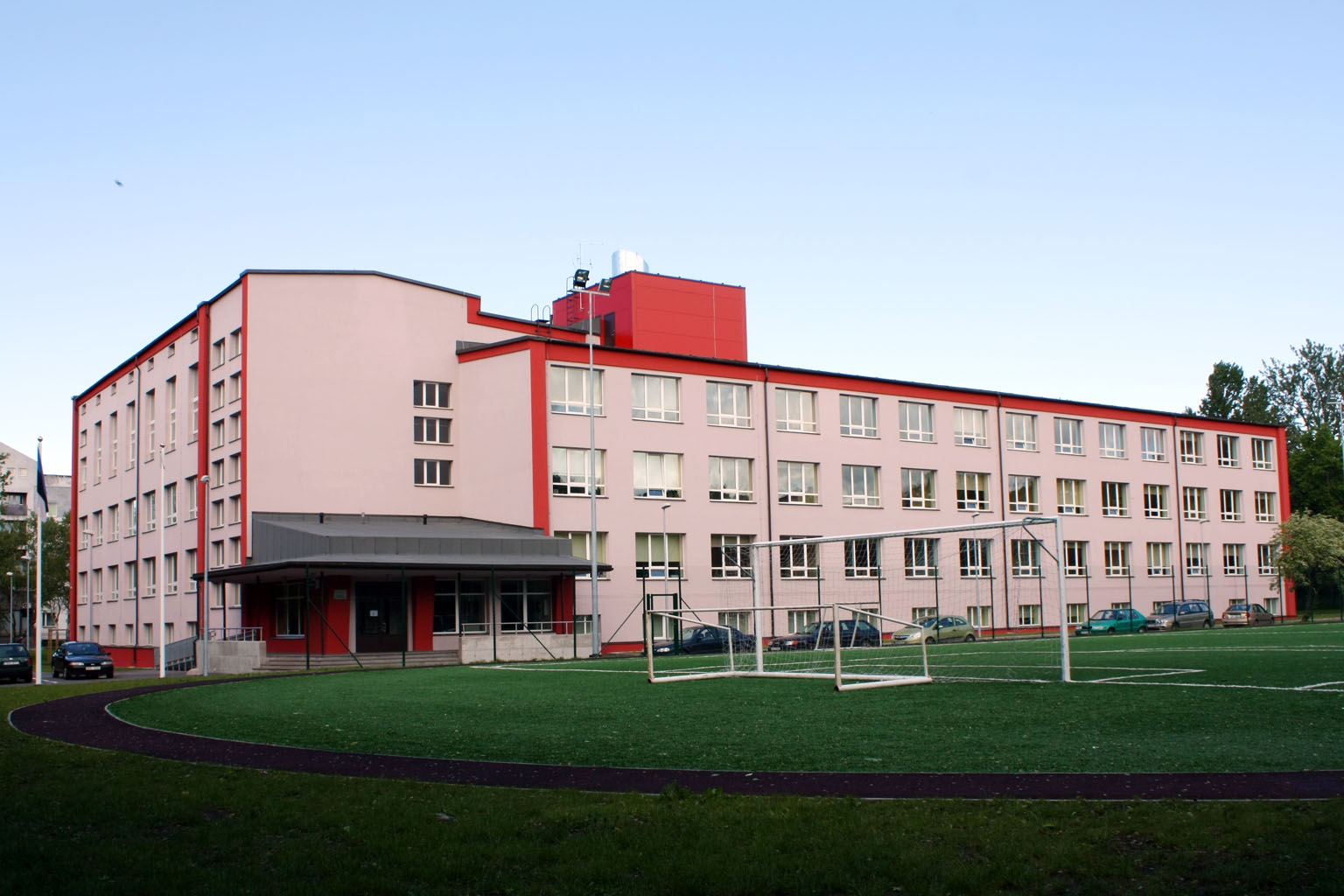
Karjamaa läroverk
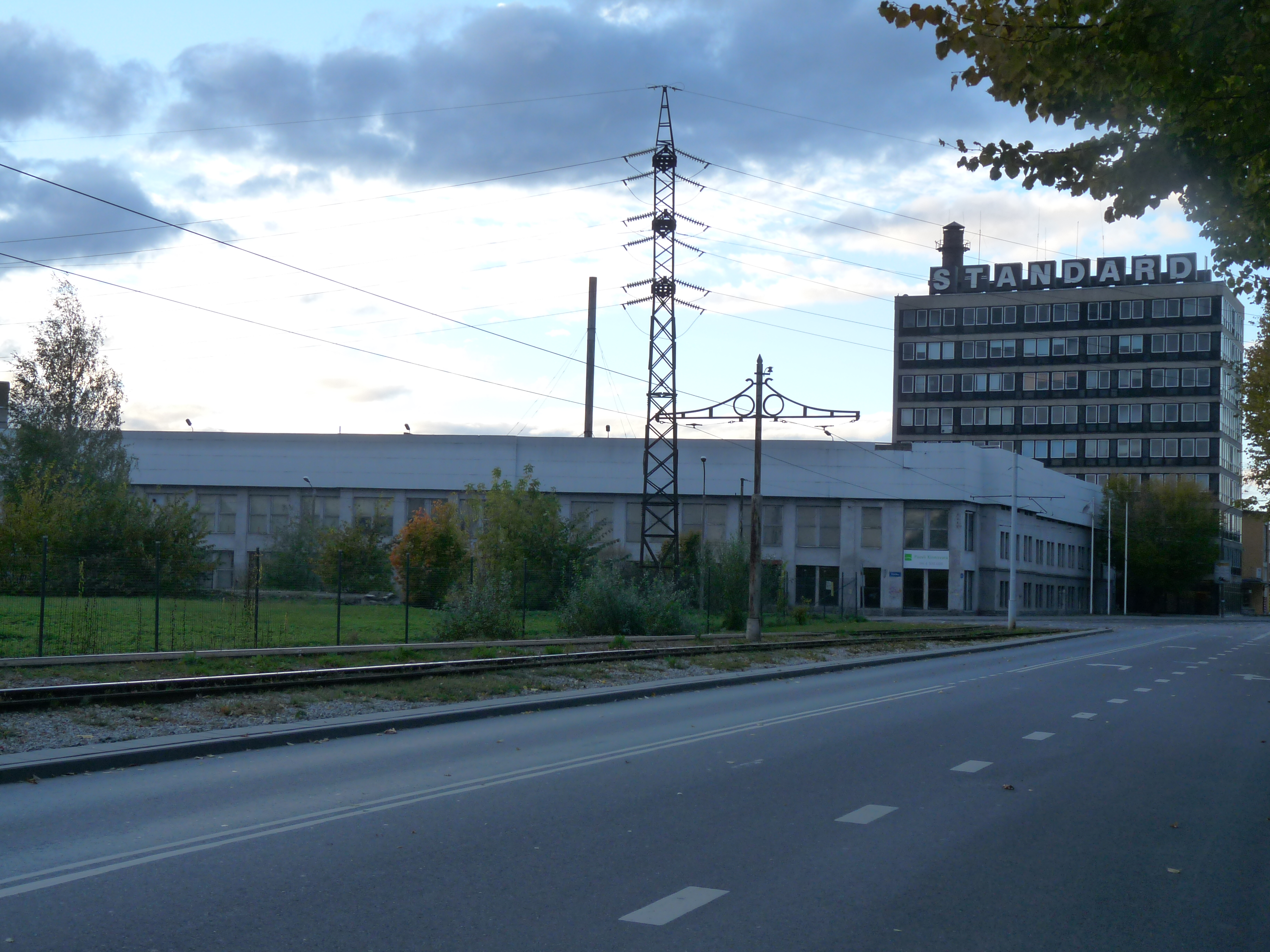
Möbelfabriken "Standard"
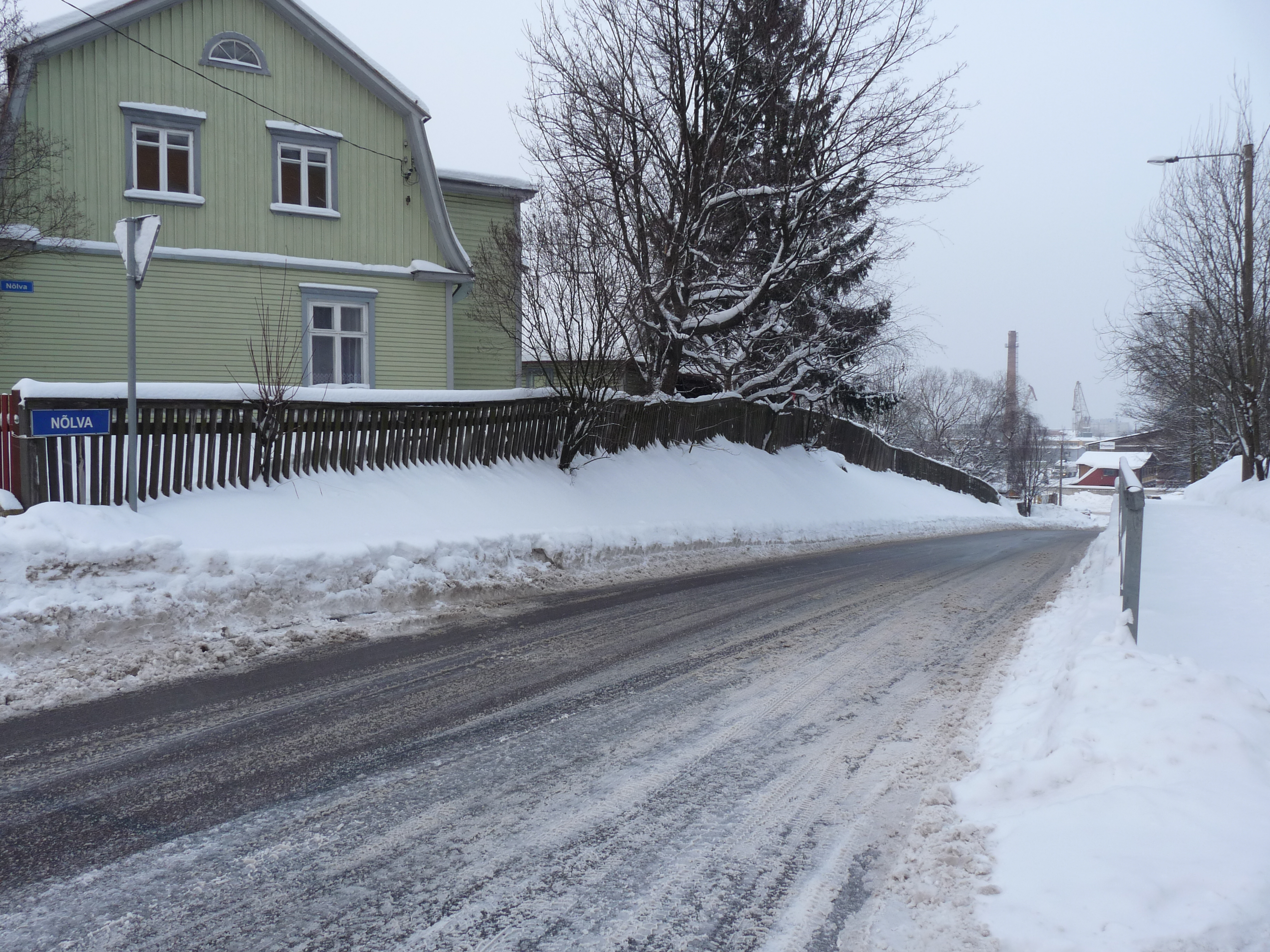
Nõlvagatan mot Hundipeahamnen